# Franco Matossi
Franco Matossi (* 31. Januar 1919 in St. Moritz; † 18. August 2012 in Münsterlingen, heimatberechtigt in Poschiavo) war ein Schweizer Meisterknecht, Geschäftsführer, Politiker der Schweizerischen Volkspartei (SVP), Thurgauer Grossrat, Staatsrat, Nationalrat und Ständerat.

## Leben
Franco Matossi war Sohn des Hoteliers Enrico. Er heiratete 1947 Lisa Brüschweiler, Tochter des Jakob, Landwirt. Nach einer Lehre als Landwirt (1937 bis 1940) besuchte er die Landwirtschaftsschule in Arenenberg (1938 bis 1939 und 1941 bis 1942); 1945 legte er die Berufsprüfung ab. Er war Hilfsarbeiter an verschiedenen Orten von 1941 bis 1944. Dann war er Assistent des Inspektorats für Kleinviehzucht in Münsterlingen von 1944 bis 1949, Leiter der Romanshorner Wollfabrik von 1949 bis 1955 und Verwalter der Mosterei in Scherzingen von 1955 bis 1984. Als Politiker war er Gemeinderat von 1958 bis 1975 und Präsident der Schulkommission Scherzingen von 1964 bis 1973. Auf der sogenannten Bauernliste wurde er von 1965 bis 1980 in den Thurgauer Grossrat gewählt.
Er war Nationalrat (1975 bis 1979, ab 1975 Mitglied der SVP) und Ständerat (1979 bis 1987). Er war Mitglied des Bankrats des Kantons Thurgau von 1967 bis 1987 und Mitglied des Verwaltungsrats der Thurella AG von 1975 oder 1976 bis 1988 (Präsident von 1983 bis 1988) und der Niba AG von 1973 bis 1996 (Präsident von 1979 bis 1996). Er war auch Mitglied des Vorstands des Schweizerischen Obstverbands von 1965 bis 1984. Im Militärdienst war er Oberstleutnant der Infanterie.